# 凌璋
凌璋（1894年—1970年）字達如，湖南醴陵人，中华民国军事及政治人物。

## 生平
保定陸軍軍官學校毕业。曾入何鍵部，爲下級士官，後来累進至少將，任湖南省政府秘書、中國國民黨湖南省黨部指導委員會秘書、四路總指揮部辦公廳主任。民國二十一年（1932年），任鄂豫皖三省剿匪總司令部第二處處長。
1933年12月23日，任湖南省政府委员，任至1937年11月20日。1935年8月1日，任湖南省民政厅厅长，任至1937年11月20日。1937年12月4日至1939年6月，任国民政府内政部政务次长。1939年9月18日，出任国民政府立法院立法委员。